# Rosenfels
Rosenfels ist ein deutsches Pop-Duo aus Braunschweig.

## Geschichte
Die Band wurde im Dorf Schandelah bei Braunschweig durch Sven Brandes und Michael Röhl gegründet.
Sven Brandes, der bei Rosenfels für den Gesang zuständig ist, war bis 1995 Mitglied der Punkband Shifty Sheriffs. Nach der Auflösung der Band gründete er kurze Zeit später mit dem Keyboarder Michael Röhl das Duo Rosenfels.
1996 erschien ihr Debütalbum Schandelah. Mit der Gründung des eigenen Labels Rosenfels Production und dem deutschlandweiten Vertrieb durch Indigo wurde Rosenfels einer größeren Hörerschaft zugänglich gemacht.
Es sind sieben CDs und eine DVD erhältlich. Am 12. Dezember 2008 begann ihre Tournee für das Album Alles mit einem Konzert im Straßenbahndepot der Braunschweiger Verkehrsbetriebe vor mehr als 1200 Zuschauern.

## Diskografie

### Alben
- 1999: Schandelah
- 2000: Trespiano
- 2002: Handbuch der Allgemeinen Chemie
- 2003: Live
- 2004: Victor
- 2008: Alles
- 2009: Alles-Live

### Singles
- 1999: Rizzi-Song
- 2001: Waiting for the daylight

### Live-DVD
- 2005: Live in Schandelah